# Kajetan Czetwertyński
Kajetan Czetwertyński herbu własnego (ur. ok. 1730, zm. po 1791) – polski książę, szambelan królewski (1765), starosta trawoliński (1775) i woronowski (1778), rotmistrz kawalerii koronnej (1786–1789), kasztelan lwowski (1786–1792), podkomorzy bracławski (1786)  .

## Życiorys
Stefan pochodził z zasłużonej rodziny książęcej, Czetwertyńskich, będącej gałęzią rodu kniaziowskiego – Rurykowiczów.
Pełnił liczne funkcje dygnitarskie. W 1765 roku był szambelanem królewskim Stanisława Augusta Poniatowskiego. Trzy lata później, bo w 1768 roku, został wyznaczony ze stanu rycerskiego do Asesorii Koronnej . 
W 1775 roku odnotowany jako starosta trawoliński. Około 1775 roku odznaczony holsztyńskim Orderem Świętej Anny. Był posłem na Sejm 1776 roku z województwa wołyńskiego  . W 1778 roku pełnił urząd starosty woronowskiego, a w 1781 roku został kawalerem Orderu Świętego Stanisława . 
Rok 1786 był dla Kajetana najbogatszy w pełnione przez niego funkcje, w tym roku bowiem objął pieczę nad kasztelanią lwowską, którą to pełnił do 1792 roku. Wtedy też został podkomorzym bracławskim i rotmistrzem kawalerii konnej. Rotmistrzem był do roku 1789  . W 1790 roku został odznaczony Orderem Orła Białego. 

### Życie prywatne
Był synem Antoniego Włodzimierza Światopełk-Czetwertyńskiego i Anieli Czermińskiej herbu nieznanego. Miał siostrę, Zofię.